# Miguel Maga
Miguel Ângelo Gomes Ferreira Magalhães, meglio noto come Miguel Maga (Porto, 16 novembre 2002), è un calciatore portoghese, difensore del Vitória Guimarães.

## Carriera

### Club
Cresciuto nel settore giovanile del Vitória Guimarães, ha esordito in prima squadra il 30 gennaio 2022 disputando l'incontro di Primeira Liga perso 3-2 contro il Vizela.

### Nazionale
Ha giocato nella nazionale portoghese Under-20.

## Statistiche

### Presenze e reti nei club
Statistiche aggiornate al 1° marzo 2025.
| Stagione                   | Squadra                    | Campionato                 | Campionato | Campionato | Coppe nazionali | Coppe nazionali | Coppe nazionali | Coppe continentali | Coppe continentali | Coppe continentali | Altre coppe | Altre coppe | Altre coppe | Totale | Totale |
| Stagione                   | Squadra                    | Comp                       | Pres       | Reti       | Comp            | Pres            | Reti            | Comp               | Pres               | Reti               | Comp        | Pres        | Reti        | Pres   | Reti   |
| -------------------------- | -------------------------- | -------------------------- | ---------- | ---------- | --------------- | --------------- | --------------- | ------------------ | ------------------ | ------------------ | ----------- | ----------- | ----------- | ------ | ------ |
| 2020-2021                  | Vitória Guimarães B        | CdP                        | 7          | 1          | -               | -               | -               | -                  | -                  | -                  | -           | -           | -           | 7      | 1      |
| 2021-2022                  | Vitória Guimarães B        | L3                         | 14         | 0          | -               | -               | -               | -                  | -                  | -                  | -           | -           | -           | 14     | 0      |
| Totale Vitoria Guimaraes B | Totale Vitoria Guimaraes B | Totale Vitoria Guimaraes B | 21         | 1          |                 | -               | -               |                    | -                  | -                  |             | -           | -           | 21     | 1      |
| 2021-2022                  | Vitória Guimarães          | PL                         | 13         | 0          | CP+CdL          | 0+0             | 0               | -                  | -                  | -                  | -           | -           | -           | 13     | 0      |
| 2022-2023                  | Vitória Guimarães          | PL                         | 24         | 0          | CP+CdL          | 1+1             | 0               | UECL               | 4                  | 1                  | -           | -           | -           | 30     | 1      |
| 2023-2024                  | Vitória Guimarães          | PL                         | 22         | 0          | CP+CdL          | 5+1             | 1+0             | UECL               | 2                  | 0                  | -           | -           | -           | 30     | 1      |
| 2024-2025                  | Vitória Guimarães          | PL                         | 8          | 0          | CP+CdL          | 1+0             | 0               | UECL               | 4                  | 0                  | -           | -           | -           | 13     | 0      |
| Totale Vitoria Guimaraes   | Totale Vitoria Guimaraes   | Totale Vitoria Guimaraes   | 67         | 0          |                 | 9               | 1               |                    | 10                 | 1                  |             | -           | -           | 86     | 2      |
| Totale carriera            | Totale carriera            | Totale carriera            | 88         | 1          |                 | 9               | 1               |                    | 10                 | 1                  |             | -           | -           | 107    | 3      |